# Morsiglia
Morsiglia (korziško Mursiglia) je naselje in občina v francoskem departmaju Haute-Corse regije - otoka Korzika. Leta 1999 je naselje imelo 123 prebivalcev.

## Geografija
Kraj leži na skrajnem severovzhodu otoka Korzike na rtu Cap Corse, 41 km severno od središča Bastie.

## Uprava
Občina Morsiglia skupaj s sosednjimi občinami Barrettali, Cagnano, Centuri, Ersa, Luri, Meria, Pino, Rogliano in Tomino sestavlja kanton Capobianco s sedežem v Roglianu. Kanton je sestavni del okrožja Bastia.